# Leichtathletik-Halleneuropameisterschaften 2021/Teilnehmer (Rumänien)
| Gelbes Symbol für Goldmedaillen mit stilisierten Olympischen Ringen | Graues Symbol für Silbermedaillen mit stilisierten Olympischen Ringen | Braundes Symbol für Bronzemedaillen mit stilisierten Olympischen Ringen |
| ------------------------------------------------------------------- | --------------------------------------------------------------------- | ----------------------------------------------------------------------- |
| —                                                                   | —                                                                     | —                                                                       |

Aus Rumänien starteten neun Athletinnen und sechs Athleten bei den Leichtathletik-Halleneuropameisterschaften 2021 in Toruń. Der rumänische Leichtathletikverband Federația Română de Atletism (FRA) gab am 25. Februar 2021 die Namen der 15 Sportlerinnen und Sportler sowie des Betreuerstabes bekannt.

## Ergebnisse

### Frauen

#### Laufdisziplinen
| Athletin             | Disziplin        | Vorlauf                 | Vorlauf                 | Halbfinale         | Halbfinale         | Finale             | Finale             |
| Athletin             | Disziplin        | Zeit                    | Platz                   | Zeit               | Platz              | Zeit               | Platz              |
| -------------------- | ---------------- | ----------------------- | ----------------------- | ------------------ | ------------------ | ------------------ | ------------------ |
| Marina Andreea Baboi | 60 m             | 7,32 s                  | 14                      | 7,36 s             | 19                 | nicht qualifiziert | nicht qualifiziert |
| Andrea Miklós        | 400 m            | 52,57 s                 | 8                       | 52,41 s            | 8                  | 52,10 s            | 6                  |
| Claudia Bobocea      | 1500 m           | 4:18,00 min             | 18                      | –––                | –––                | nicht qualifiziert | nicht qualifiziert |
| Lenuța Simiuc        | 1500 m           | 4:14,94 min PB          | 15                      | –––                | –––                | nicht qualifiziert | nicht qualifiziert |
| Roxana Rotaru        | 3000 m Hindernis | DNF                     | –                       | –––                | –––                | nicht qualifiziert | nicht qualifiziert |
| Anamaria Nesteriuc   | 60 m Hürden      | DQ (Fehlstart TR16.7.1) | DQ (Fehlstart TR16.7.1) | nicht qualifiziert | nicht qualifiziert | nicht qualifiziert | nicht qualifiziert |

#### Sprung/Wurf
| Athletin         | Disziplin  | Qualifikation | Qualifikation | Finale             | Finale             |
| Athletin         | Disziplin  | Höhe/Weite    | Platz         | Höhe/Weite         | Platz              |
| ---------------- | ---------- | ------------- | ------------- | ------------------ | ------------------ |
| Daniela Stanciu  | Hochsprung | 1,91 m SB     | 4             | 1,92 m SB          | 5                  |
| Florentina Iușco | Weitsprung | 6,57 m SB     | 7             | 6,38 m             | 8                  |
| Alina Rotaru     | Weitsprung | 6,53 m SB     | 10            | nicht qualifiziert | nicht qualifiziert |
| Florentina Iușco | Dreisprung | 13,65 m       | 12            | nicht qualifiziert | nicht qualifiziert |

### Männer

#### Laufdisziplinen
| Athlet            | Disziplin   | Vorlauf | Vorlauf | Halbfinale         | Halbfinale         | Finale             | Finale             |
| Athlet            | Disziplin   | Zeit    | Platz   | Zeit               | Platz              | Zeit               | Platz              |
| ----------------- | ----------- | ------- | ------- | ------------------ | ------------------ | ------------------ | ------------------ |
| Petre Rezmiveş    | 60 m        | 6,99 s  | 63      | nicht qualifiziert | nicht qualifiziert | nicht qualifiziert | nicht qualifiziert |
| Robert Parge      | 400 m       | 47,58 s | 28      | 48,35 s            | 18                 | nicht qualifiziert | nicht qualifiziert |
| Mihai Pîslaru     | 400 m       | 48,11 s | 42      | nicht qualifiziert | nicht qualifiziert | nicht qualifiziert | nicht qualifiziert |
| Alin Anton        | 60 m Hürden | 8,19 s  | 35      | nicht qualifiziert | nicht qualifiziert | nicht qualifiziert | nicht qualifiziert |
| Cosmin Dumitrache | 60 m Hürden | 7,91 s  | 29      | nicht qualifiziert | nicht qualifiziert | nicht qualifiziert | nicht qualifiziert |

#### Sprung/Wurf
| Athlet        | Disziplin  | Qualifikation | Qualifikation | Finale | Finale |
| Athlet        | Disziplin  | Weite         | Platz         | Weite  | Platz  |
| ------------- | ---------- | ------------- | ------------- | ------ | ------ |
| Gabriel Bitan | Weitsprung | 7,78 m        | 7             | 7,72 m | 8      |